# 12e régiment de voltigeurs de la Garde impériale
Pour les articles homonymes, voir 12e régiment.
Le 12e voltigeurs de la garde est un régiment français des guerres napoléoniennes. Il fait partie de la Jeune Garde.

## Historique du régiment
- 1813 - Créé et nommé 12e régiment de voltigeurs de la Garde impériale
- 1814 - Dissout.

## Chef de corps
- 1813 : Jean-Joseph Gromety

## Batailles
Ce sont les batailles principales où fut engagé très activement le régiment. Il participa évidemment à plusieurs autres batailles, surtout en 1814.
- 1813 : Hanau
- 1814 : Campagne de France
  - Hoogstraten, Durnes et Paris